# Henryk Pieczul
Henryk Pieczul (ur. 17 grudnia 1941 w Wilnie) – polski artysta fotograf. Członek rzeczywisty Okręgu Świętokrzyskiego Związku Polskich Artystów Fotografików. Członek zwyczajny Sekcji Autorów Prac Fotograficznych Stowarzyszenia Autorów ZAiKS. Artysta związany z Kielecką Szkołą Krajobrazu. Honorowy członek Francuskiego Muzeum Fotografii w Bievres. Członek Świętokrzyskiego Towarzystwa Fotograficznego.

## Życiorys
Henryk Pieczul, absolwent ówczesnego Technikum Fototechnicznego w Warszawie, związany ze świętokrzyskim środowiskiem fotograficznym oraz Kielecką Szkołą Krajobrazu, od 1945 mieszka, pracuje i tworzy w Kielcach. Zawodowo związany z fotografią od 1960 roku (dyplom czeladnika w zawodzie fotograficznym). Miejsce szczególne w jego twórczości zajmuje m.in. fotografia dokumentacyjna (w dużej części poświęcona obiektom muzealnym i dziełom sztuki), fotografia krajobrazowa, fotografia krajoznawcza oraz fotografia pejzażowa. W 1964 był współorganizatorem pracowni fotograficznej funkcjonującej w ówczesnym Muzeum Świętokrzyskim (obecnie Muzeum Narodowym w Kielcach), którą kierował do roku 1988. Jako fotograf współpracował m.in. z Muzeum Narodowym w Krakowie, Muzeum Wsi Kieleckiej w Kielcach, Muzeum Ludowych Instrumentów Muzycznych w Szydłowcu.  
Związany z fotografią artystyczną od 1973 roku – wówczas po raz pierwszy zaprezentował swoje zdjęcia na III Biennale Krajobrazu Polskiego w Kielcach. W 1976 został członkiem Klubu Fotograficznego Kontrast, funkcjonującego w Wojewódzkim Domu Kultury w Kielcach, w latach 1976–1978 należał do Grupy 10x10 (fotograficznej grupy twórczej, funkcjonującej przy Kieleckiej Delegaturze ZPAF). Od 1977 do 1994 roku był członkiem Związku Autorów i Kompozytorów Sztuki przy Stowarzyszeniu Autorów ZAiKS. W 1982 został członkiem honorowym Francuskiego Muzeum Fotografii w Bievres koło Paryża. 
Henryk Pieczul jest autorem i współautorem wielu wystaw fotograficznych w Polsce i za granicą; indywidualnych, zbiorowych oraz pokonkursowych – na których był wielokrotnie doceniany akceptacjami, nagrodami, wyróżnieniami, dyplomami, listami gratulacyjnymi. W 1979 został przyjęty w poczet członków rzeczywistych Związku Polskich Artystów Fotografików (legitymacja nr 528), w którym pełnił funkcję członka Zarządu oraz członka Okręgowej Komisji Kwalifikacyjnej Okręgu Świętokrzyskiego ZPAF. 
W 1974 został uhonorowany dyplomem Wojewódzkiego Konserwatora Zabytków w Kielcach, w 1977 dyplomem Kieleckiej Delegatury ZPAF, w 1980 został stypendystą Ministerstwa Kultury i Sztuki. W 2022 został wyróżniony Świętokrzyską Nagrodą Kultury (pierwszego stopnia) – za twórczość fotograficzną i zasługi na niwie kultury.
Prace Henryka Pieczula mają w swoich zbiorach m.in. Biuro Wystaw Artystycznych w Kielcach, Centrum Fotografii Krajoznawczej w Łodzi, Muzeum Fotografii w Bievres koło Paryża, Muzeum Historii Fotografii im. Walerego Rzewuskiego w Krakowie, Muzeum Narodowe w Kielcach, Muzeum Narodowe w Krakowie.

## Odznaczenia
- Złoty Medal Federacji Amatorskich Stowarzyszeń Fotograficznych w Polsce (1981)
- Odznaka „Zasłużony Działacz Kultury” (1975)
- Brązowy Krzyż Zasługi (1978)
- Srebrna Odznaka Zasłużony Działacz Związkowy (1978)
- Odznaka "Za opiekę nad Zabytkami" (1978)
- Medal Muzeum Narodowego (1978)
- Odznaka „Za Zasługi dla Kielecczyzny” (1979)
- Medal Okręgu Świętokrzyskiego ZPAF (1983)
- Medal Muzeum Narodowego (1987)
- Medal 150-lecia Fotografii (1989)
- Odznaka Za Zasługi dla Muzeum Narodowego (2004)

Źródło

## Publikacje (albumy)
- Kieleckie krajobrazy (1983)
- Sztuka Ziemi Kieleckiej – Fotografia (1997)

Źródło